# آندری سارتاسوف
آندری سارتاسوف (ایتالیایی: Andrei Sartassov؛ زادهٔ ۱۰ نوامبر ۱۹۷۵) دوچرخه‌سوار اهل روسیه است.